# Лубнинка
Лу́бнинка — деревня в Раменском муниципальном районе Московской области. Входит в состав сельского поселения Рыболовское. Население — 11 чел. (2010).

## Название
В письменных источниках упоминается как Лубнино (материалы Генерального межевания XVIII в.), с 1876 года — Лубнинка. Название связано с некалендарным личным именем Лубня.

## География
Деревня Лубнинка расположена в южной части Раменского района, примерно в 20 км к юго-востоку от города Раменское. Высота над уровнем моря 139 м. Рядом с деревней протекает река Вохринка. Ближайший населённый пункт — деревня Слободино.

## История
В 1926 году деревня входила в Боршевский сельсовет Вохринской волости Бронницкого уезда Московской губернии.
С 1929 года — населённый пункт в составе Бронницкого района Коломенского округа Московской области. 3 июня 1959 года Бронницкий район был упразднён, деревня передана в Люберецкий район. С 1960 года в составе Раменского района.
До муниципальной реформы 2006 года деревня входила в состав Рыболовского сельского округа Раменского района.

## Население
| 1926 | 2002 | 2010 |
| ---- | ---- | ---- |
| 99   | ↘5   | ↗11  |

В 1926 году в деревне проживало 99 человек (50 мужчин, 49 женщин), насчитывалось 21 крестьянское хозяйство. По переписи 2002 года — 5 человек (2 мужчины, 3 женщины).